# Сингапур на летних Олимпийских играх 2008
Сингапур принимал участие в Летних Олимпийских играх 2008 года в Пекине (Китай) в тринадцатый раз за свою историю, и завоевал одну серебряную медаль.

## Серебро
- Настольный теннис, женщины — Фэн Тяньвэй, Ли Цзявэй, Ван Юэгу.